# Patson Nyengo
Patson Nyengo (ur. 3 stycznia 1960) – malawijski piłkarz grający na pozycji obrońcy. W swojej karierze grał w reprezentacji Malawi.

## Kariera reprezentacyjna
W 1984 roku Nyengo został powołany do reprezentacji Malawi na Puchar Narodów Afryki 1984. Na tym turnieju zagrał w trzech meczach grupowych: z Algierią (0:3), z Nigerią (2:2) i z Ghaną (0:1).